# Ogończyk śliwowiec
Ogończyk śliwowiec (Satyrium pruni) – motyl dzienny z rodziny modraszkowatych.

## Wygląd
Rozpiętość skrzydeł od 30 do 34 mm, dymorfizm płciowy stosunkowo wyraźny: samce mają pomarańczowe plamy tylko na tylnych skrzydłach, a samice na obu parach.

## Siedlisko
Ciepłe zarośla na zboczach i skrajach lasów liściastych, a ponadto polne drogi w okolicach zadrzewień z tarniną, stare sady i ogródki działkowe.

## Biologia i rozwój
Wykształca jedno pokolenie w roku (koniec maja-połowa lipca). Rośliny żywicielskie: śliwa tarnina, rzadziej: śliwa domowa, czeremcha zwyczajna i śliwa wiśniowa. Jaja składane są pojedynczo na rozwidleniach gałązek dojrzałych tarnin lub na młodych odrostach. Larwy zimują w osłonkach jajowych, wylęgają się w kwietniu. Z początku żerują na kwiatach, potem na liściach. Stadium poczwarki trwa 2-3 tygodnie. 

## Rozmieszczenie geograficzne
Gatunek palearktyczny, rozprzestrzeniony od Półwyspu Iberyjskiego przez całą Europę, Syberię, Turcję, Kaukaz po rosyjski Daleki Wschód, Japonię i Koreę
Występuje na terenie całej Polski z wyjątkiem części północnej i wyższych partii gór.